# 東川公則
東川 公則（ひがしかわ まさのり、1969年9月6日 - ）は、岐阜県地方競馬組合・後藤正義厩舎に所属していた元騎手、元調教師である。同じく岐阜県地方競馬組合所属の騎手である東川慎は三男。

## 来歴

### 現役時代

#### 地方競馬での成績
- 1987年4月26日、笠松競馬場でデビューし、5月20日23戦目で初勝利を挙げる。
- 2003年10月17日、地方競馬通算1,000勝を達成。
- 2005年、508戦137勝で笠松のリーディングジョッキーとなる。
- 2006年、580戦124勝で2年連続で笠松のリーディングジョッキーとなる。
- 2007年8月31日、笠松競馬第2競走をエマーブルで勝利し、地方競馬通算1,500勝を達成[1]。
- 2011年10月13日、笠松競馬第4競走をカチドキで勝利し、地方競馬通算2000勝を達成[2]。
- 2015年11月30日付で後藤正義厩舎所属となる[3]。
- 2016年8月12日、笠松競馬第10競走・くろゆり賞（SPI）をサルバドールハクイで制し、地方競馬通算2500勝を達成[4]。
- 2020年3月12日、地方競馬調教師試験に合格したことが発表された。免許は同年4月1日付け[5]。
- 2020年3月19日、笠松競馬第11競走・第41回マーチカップ（SPIII）をもって現役を引退（リッパーザウィン、8着）[6]。

- 騎手通算成績は地方19765戦2786勝、2着2705回、3着2586回（勝率14.1%、連対率27.8%）。JRA196戦5勝。

#### 中央競馬での成績
- 1998年、12月26日に中央競馬（JRA） 初騎乗となった阪神競馬場第6競走では、単勝16番人気だったルイボスオークに騎乗し13着だった。
- 2001年、重賞初騎乗となったスワンステークスでは、13番人気だったダイコクテイオーに騎乗して13着だった。
- 2003年、12月24日に中京競馬場で行われた香嵐渓特別をミツアキタービンで制し初勝利を挙げる。翌2004年フェブラリーステークスで同馬に騎乗しGI初騎乗となる（4着）。

### 調教師時代
- 2020年4月1日付で厩舎を開業。6月5日第1レースで息子である東川慎騎乗のジョーアドヴァンスで初勝利[7]。
- 2021年4月21日、笠松競馬所属の騎手や調教師らによる馬券購入が発覚した問題で競馬関与停止5年の処分を受け、同日付で調教師免許を取り消された[8]。

## 主な騎乗馬
- ヤマノユーノス（2003年笠松・アラブダービー、名古屋・アラブ王冠）
- トミケンライデン（1997年岐阜金賞、1999年東海ゴールドカップ）
- ミツアキタービン（2003年岐阜金賞、2004年ダイオライト記念、オグリキャップ記念、2006年笠松グランプリ）
- ニッシングリン（2006年兵庫クイーンカップ）
- ティアマット（2006年岐阜金賞、2007年オータムカップ、東海ゴールドカップ）